# Aquarel

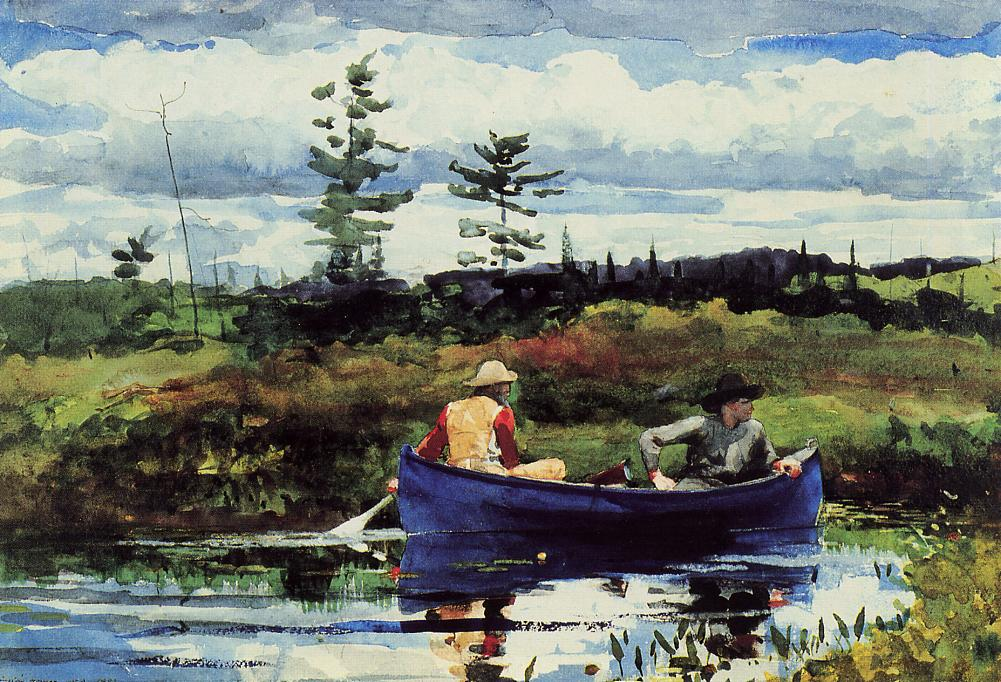
The Blue Boat, aquarel uit 1892 van Winslow Homer

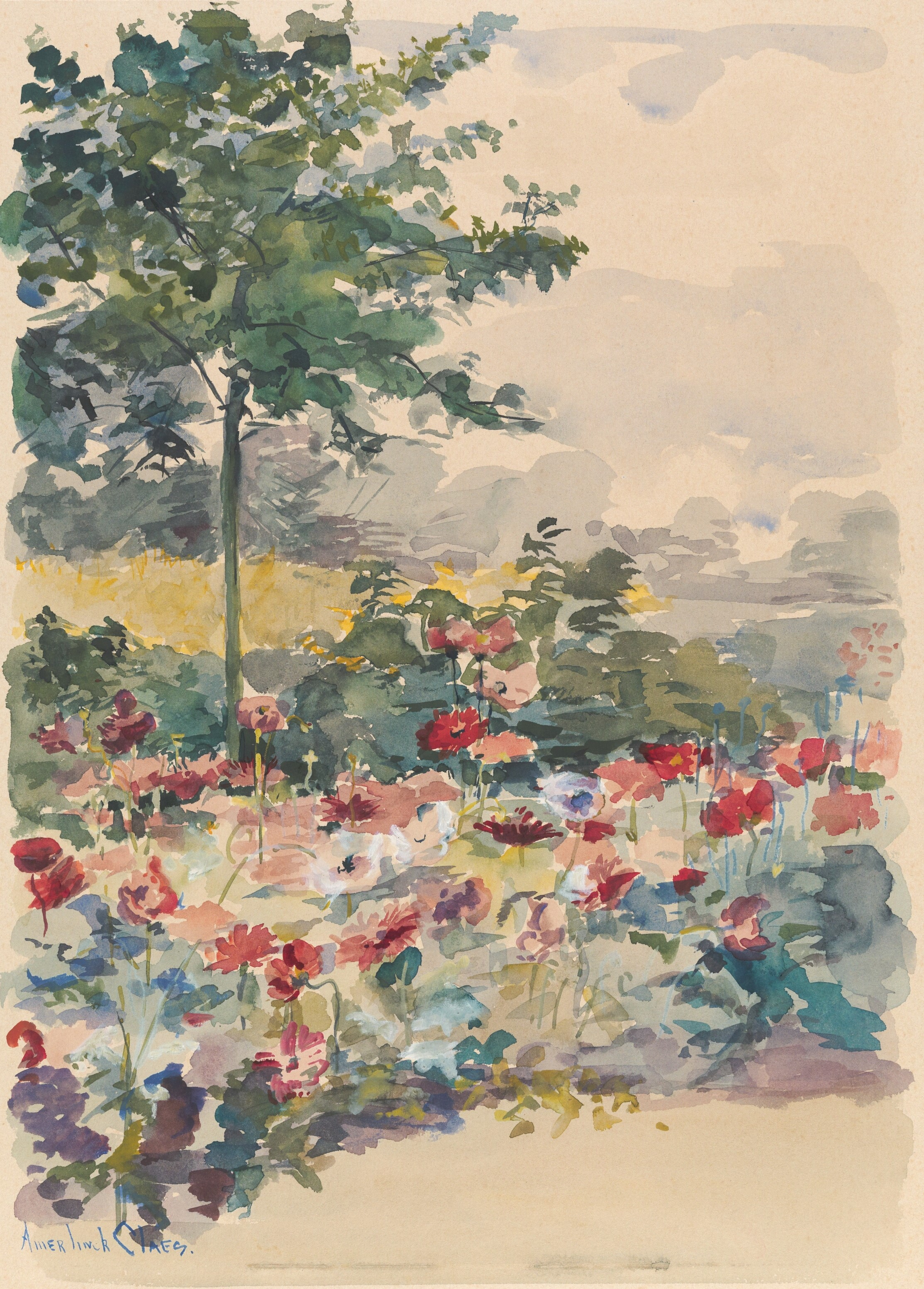
Aquarel uit het huldeboek aan Cesar De Cock. Gemaakt in Gent, uitgereikt in 23 juli 1903.

Een aquarel, via het Franse aquarelle vanuit het Italiaanse acquarello of acquarella, "gewassen tekening", is een met waterverf gemaakt schilderij. Met de termen aquarel of waterverf wordt ook wel het genre of de aquareltechniek als werkwijze aangeduid. Bij de schildertechniek van het aquarelleren wordt met wateroplosbare verf op speciaal dik aquarelpapier geschilderd. Karakteristiek voor de zuivere aquareltechniek is dat het kleurende pigment in een niet-gesloten laag wordt aangebracht, zodat het papier erdoorheen schemert. Ook wordt er geen dekkende verf (gouache) gebruikt, in het bijzonder geen dekkend wit. Het wit in een aquarel is dan ook altijd afkomstig van het papier.

## Aquarelverf

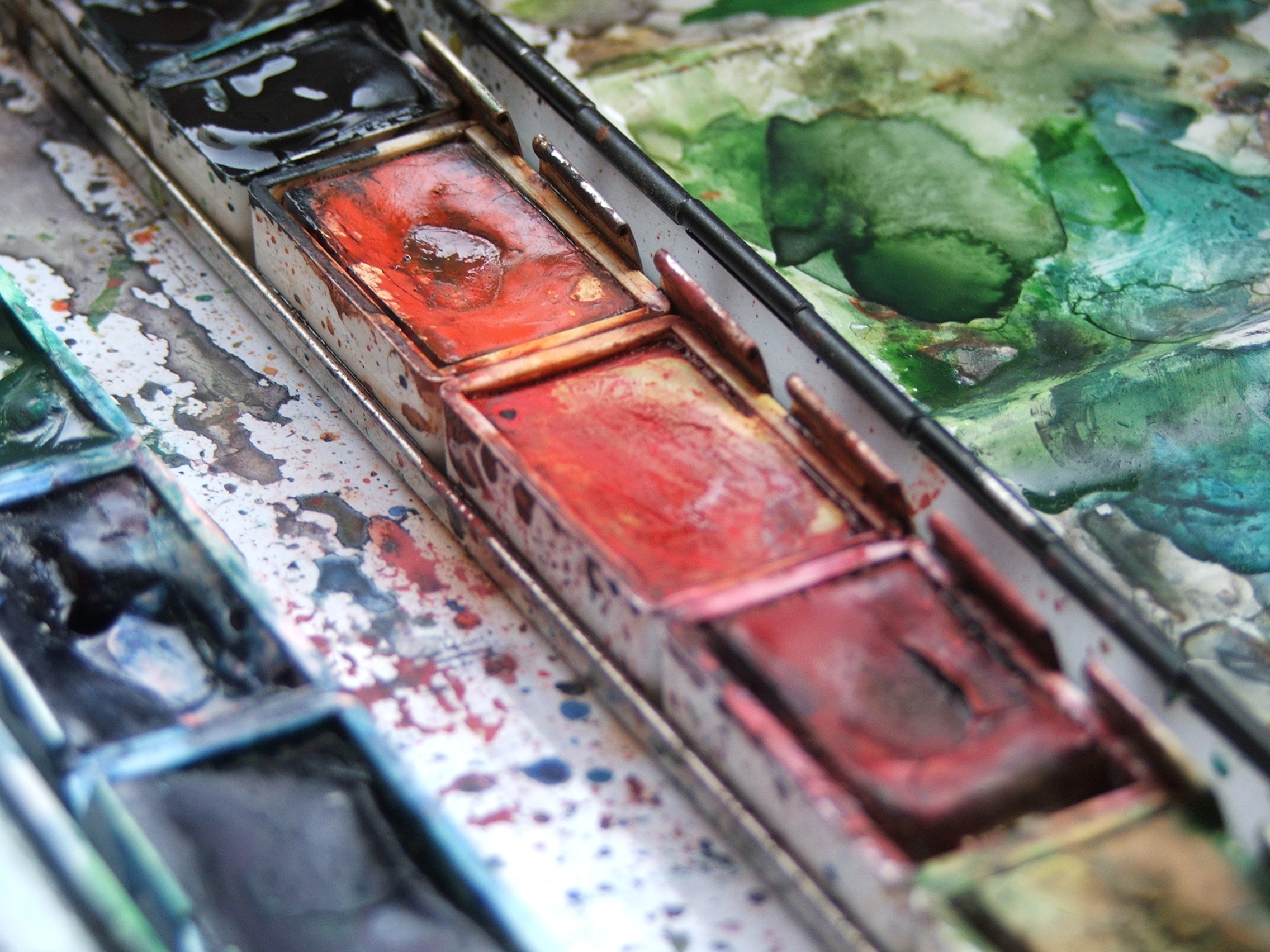
Aquarelverf in napjes, in een verfdoos met rechtsboven ruimte voor het mengen van de kleuren

Aquarelverf wordt tegenwoordig in verschillende vormen geproduceerd:
- Blokjes, of napjes, bestaande uit gewalst pigment vermengd met gom dat bij napjes in een metalen of plastic bakje geperst is. Blokjes zijn een uitvinding van de Engelsman William Reeves uit de jaren zeventig van de achttiende eeuw.
- Tubes, een uitvinding uit het midden van de negentiende eeuw, waarin de verf als een uitknijpbare pasta geleverd wordt. De pasta bestaat voor ongeveer de helft uit water.

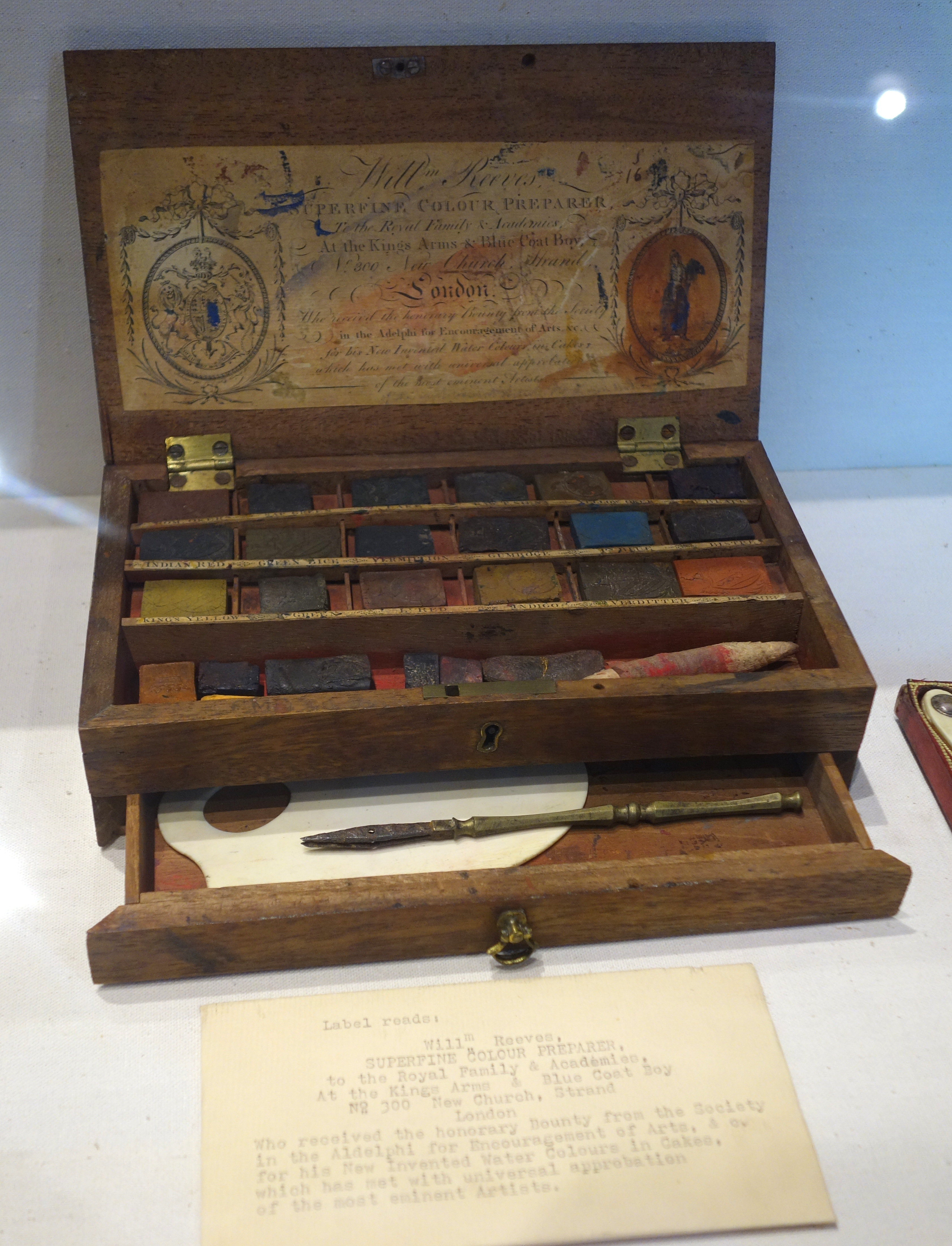
Een doos met blokjes zoals Reeves eind 18e eeuw produceerde

Daarnaast kan een op de toepassing van aquarelverf gelijkend effect worden verkregen met: 
- wateroplosbaar waskrijt;
- wateroplosbare kleurpotloden.

Bij deze laatste twee media bestaat het bindmiddel uit wassen die met een hygroscopisch middel wateroplosbaar zijn gemaakt. Dit maakt een vervloeiing van het pigment mogelijk waardoor het papier zichtbaar blijft, maar anders dan bij aquarelverf wordt het bindmiddel niet geheel door het papier geabsorbeerd, zodat zich daarop een waslaag vormt.

### Samenstelling

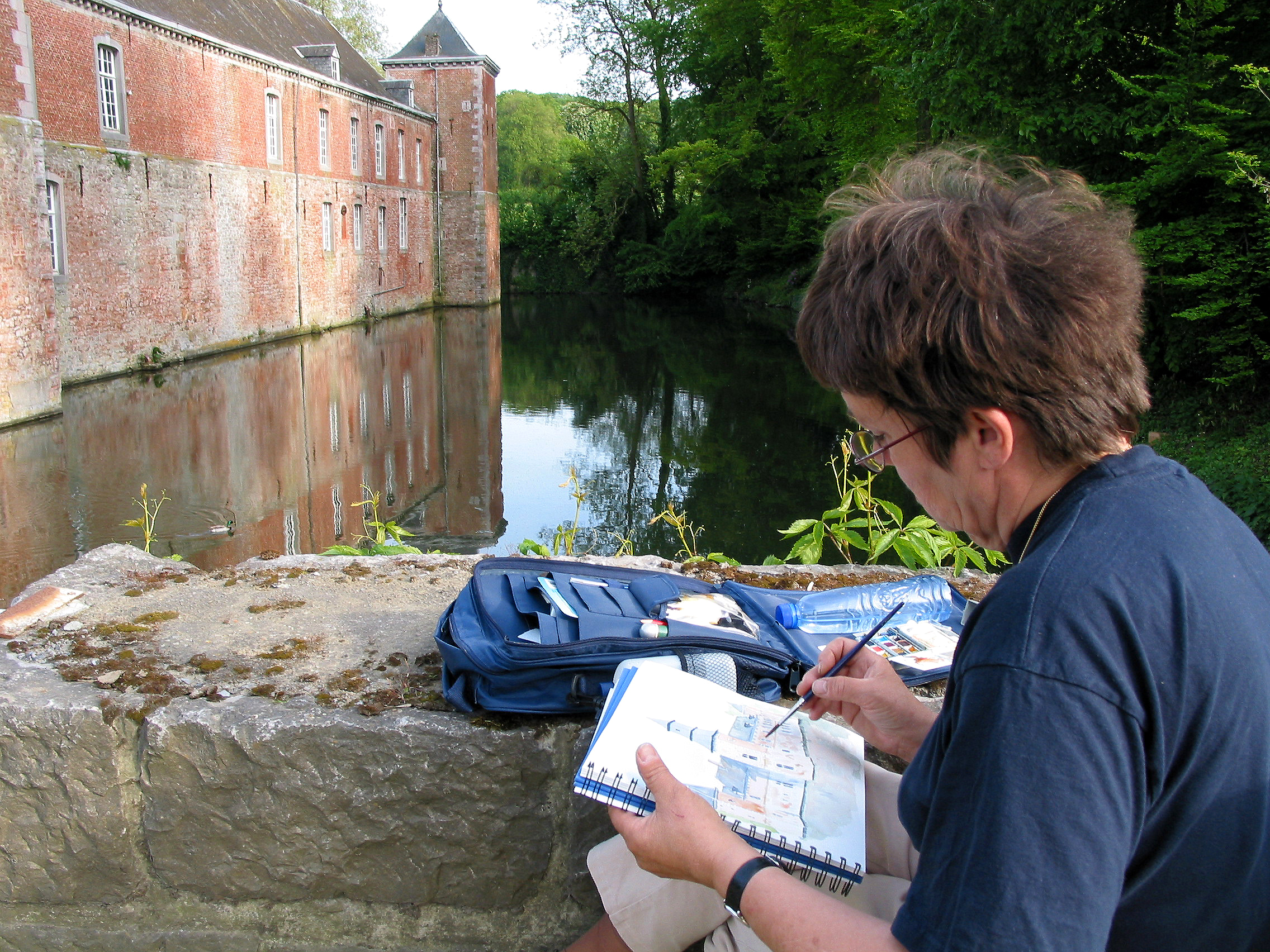
Een vrouw schildert een aquarel

Aquarelverf bestaat vrijwel alleen uit zuivere, dus niet met vulmiddelen versneden, pigmenten vermengd met arabische gom als bindmiddel. De gom zorgt voor de vervloeiing van de pigmentdeeltjes in het water om het vlokken (floculeren) te voorkomen. Ook wordt glycerine of een ander wateraantrekkend middel toegevoegd aan de verf voor een betere bevochtiging.
Tijdens de industriële productie wordt eerst de gom in water opgelost; dit mengsel wordt dan gefilterd en gemengd met het bevochtigende hygroscopisch middel: hydromel (glycerol, suiker of honing met water) waaraan ossengal is toegevoegd. Dit geheel wordt dan via de driewals met het voorbevochtigde pigment tot een smedige massa gekneed. Het pigment wordt hierdoor nog verder vermalen. Soms gebruikt men porseleinen in plaats van stalen walsen, om vervuiling met staalslijpsel te voorkomen. Uiteindelijk wordt een conserveringsmiddel, vroeger vaak fenol, tegenwoordig een alcohol, toegevoegd om beschimmelen te voorkomen.
Dankzij de eenvoudige samenstelling van aquarelverf kan een schilder deze in principe zonder veel moeite zelf vervaardigen door pigment met gom te mengen. De zuivere pigmenten die los te koop zijn, hebben echter meestal een grotere korrel dan die welke in de beste industriële aquarelverven gebruikt worden; deze grovere pigmenten leiden tot een zichtbaar slechtere vervloeiing. Ook luistert de verhouding tussen gom en pigment heel nauw: bij te veel gom blijft het papier na droging glanzen; te weinig gom leidt tot een te mat effect bij partijen waarop veel kleur aangebracht wordt.

### Gebruikte pigmenten en de eigenschappen daarvan
Bijna alle in de schilderkunst gebruikelijke pigmenten kunnen in de bereiding van aquarelverf toegepast worden: het bindmiddel gaat er geen ongewenste reacties mee aan. De sterk dekkende kracht die sommige pigmenten bezitten is voor de aquareltechniek irrelevant; ook bijzonder doorzichtige pigmenten hebben op zich geen meerwaarde omdat er bij het schilderen meestal toch geen echte verffilm ontstaat. Zulke transparante en "glacerende" pigmenten hebben echter wel vaak een groot kleurend vermogen, wat een nuttige eigenschap is bij de aquareltechniek omdat de papiervezel zo een verzadigde kleur krijgt.
Omdat het pigment niet door het bindmiddel beschermd wordt, daar de gom in het papier trekt, is de lichtechtheid ervan essentieel voor een goede conservering van het werk.

### Mengen van aquarelverf

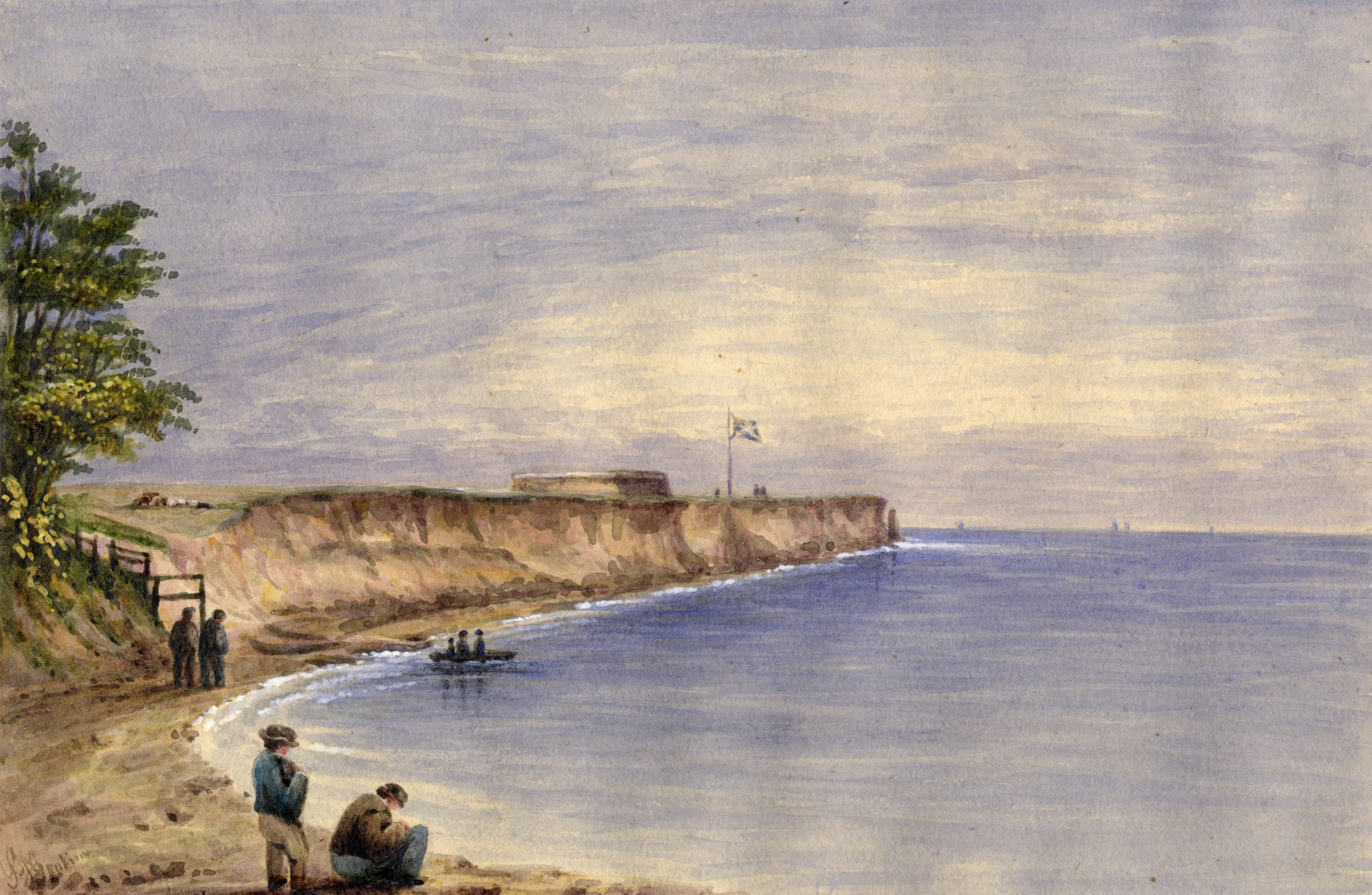
In de tonen blauw (ultramarijn) van deze aquarel uit rond 1860 door Jenkins, S.P. is het effect van grotere verdunning met water zichtbaar. Ook bij de rotsen zijn de nuances in licht en donker van het bruin (omber) verkregen door grotere verdunning met water.

Soms wordt de verf gebruikt zoals die puur uit de tube komt. Het mengen van verschillende kleuren is echter vaak nodig voor een bevredigend eindresultaat.
Omdat bij een zuivere aquareltechniek, zonder dekverf, lichtere tonen verkregen worden door de verf met meer water op te brengen en niet door toevoeging van witte verf, kunnen alle kleuren bij waterverf in beginsel gemengd worden vanuit slechts de drie subtractieve primaire kleuren. Zo'n "beperkt palet" kan met moderne pigmenten bijvoorbeeld bestaan uit chinacridon, ftalocyanine en cadmiumgeel. Dit is een essentieel verschil met het schilderen met olieverf: bij deze techniek is altijd wit (of een andere lichtgekleurd pigment) nodig om kleuren lichter te maken.
De Nederlandse aquarellist Ivan Ingen raadde in een instructieboek beginners aan het mengen onder de knie te krijgen door op de rand van een wit schoteltje zo ver mogelijk uit elkaar klodders van de drie hoofdkleuren te plaatsen en dan de verf met water op te lossen, om al naargelang de gewenste tint twee of drie kleuren in wisselende concentratie in het midden te doen samenvloeien.
Het mengen van meer dan twee kleuren, zoals bij andere schildertechnieken vaak gedaan wordt om tertiaire kleuren te maken, leidt bij aquarel echter niet altijd tot een bevredigend resultaat. Sommige kleuren verdringen elkaar in de natte verf, een verschijnsel waar ervaren schilders juist weer handig gebruik van kunnen maken.

### Verschil met andere verfsoorten
Vaak wordt aquarelverf "transparant" genoemd, waarbij een tegenstelling met de dekkende plakkaatverf gemaakt wordt. Kenmerkend voor de zuivere aquareltechniek is echter dat er zich geen echte verffilm vormt; normaliter wordt het bindmiddel volledig door het papier geabsorbeerd en de gom dient in dat geval niet eens voor de hechting van de pigmentdeeltjes aan het papier — zonder bindmiddel zou die in feite zelfs veel sterker zijn en er wordt daarom veel gom gebruikt om het verwassen ofwel "verstrijken" van het pigment mogelijk te blijven houden: het voorkomt dat de pigmentkorrels te diep in de papiervezel dringen. Er ontstaat dus geen transparante verffilm zoals bij het glacis in de olieverftechniek, waarbij het licht als door gekleurd glas gebroken wordt: de illusie van transparantie wordt bij aquarelleren veroorzaakt doordat het onbedekte witte papier direct tussen de opliggende pigmentdeeltjes zichtbaar is. De meeste aquarelschilders gebruiken dan ook geen witte verf. Het wit in een aquarel bestaat simpelweg uit het onbeschilderde papier.

### Wit in een aquarel
Doordat er geen witte pigmenten gebruikt worden is het van belang bij het aquarelleren het wit van het papier te gebruiken. Om een gedeelte papier geheel wit te houden kan maskeervloeistof gebruikt worden op basis van latex. Met deze snel opdrogende vloeistof worden gedeelten van het papier afgedekt, zodat die tijdens het werk wit blijven: het rubberlaagje kan er na het schilderen weer afgetrokken worden. Anderen gebruiken dekkende witte verf om accenten aan te brengen, maar daar moet spaarzaam mee worden omgegaan, wil het typische aquareleffect niet verdwijnen.

## Papier
Omdat in de aquareltechniek het papier niet slechts drager is maar het direct zichtbare oppervlak van het werk vormt, is de kwaliteit van het grootste belang. Alleen houtvrije soorten zijn geschikt, idealiter van lompenpapier gemaakt. Vanwege de blootstelling aan grote hoeveelheden water met een sterk oplossend vermogen, is een correcte verlijming van de vezel een eerste vereiste. Deze voorkomt ook dat de uiterst fijne pigmenten die in aquarelverf toegepast worden, te ver in het papier dringen en gaan "bloeden". Er worden dan ook speciale soorten aquarelpapier op de markt gebracht; de duurste typen zijn zeer prijzig.
Belangrijk aan aquarelpapier is dat het niet bestaat uit houtpapier, gebleekt door chloorwater. Het vroeger geproduceerde normale papier vergeelde op den duur en het chloor tastte het pigment aan.
Daar men in aquarellen veel het wit van het papier gebruikt, is het belangrijk om wit lichtecht papier te gebruiken. Gekleurd papier beïnvloedt het coloriet sterk. Omdat er geen echte beschermende verffilm ontstaat, zijn aquarellen veel kwetsbaarder voor ultraviolet licht dan olieverfschilderijen: zowel het papier als het pigment wordt door de straling aangetast, een reden om het werk achter glas te plaatsen.
Er zijn vele soorten aquarelleerpapier.
Dik papier, meestal tussen de 200 gram tot 300 gram (of zwaarder; technisch gezien is het dus karton) werkt vaak prettiger dan de dunnere soorten, omdat het minder gevoelig is voor bolling. Het oppervlak van het papier kan grof zijn of glad; de meeste kunstenaars prefereren een enigszins ruw oppervlak, vanwege de interessantere textuur en vervloeiingseffecten; ook voorkomt dit de vorming van de vaak als lelijk of amateuristisch ervaren "kringen" bij het opdrogen.
Het water van de aquarelverf verandert de structuur van het papier, het gaat bol staan. Het is raadzaam om het papier vooraf op te spannen. Dit kan met voorgelijmde papieren tape, punaises of nietjes na bevochtiging. Na droging, waardoor het papier zich als een trommelvel spant, is het papier klaar om te beschilderen. De bolling tijdens het schilderen blijft zo beperkt en na hernieuwde opdroging trekt het papier weer glad. Is het werk klaar dan kan het losgesneden worden. Er is echter ook een methode om het papier naderhand weer geheel vlak te krijgen zonder dat het ooit is opgespannen. Dit kan door de achterkant van het papier voorzichtig nat te maken met een sponsje. Vervolgens moet men het natte vel tussen twee schone vellen papier leggen en met een warme (niet te hete) strijkbout uit strijken. Dit resulteert weer in een uiterst glad vel papier.

## Penseel
Aquarelpenselen hebben vergeleken met olieverfpenselen vaak een wat kortere steel, ongeveer een lengte die gelijkstaat aan die van een potlood.
Ze bestaan in diverse varianten, die verschillen wat betreft het gebruikte haar en de kwaliteit van de afwerking. De duurste zijn de klassieke marterharen penselen, die bij de topmerken tot boven de duizend euro per stuk kosten. Tegenwoordig worden als alternatief steeds vaker goedkopere kunststof haren gebruikt, die in de eenentwintigste eeuw sterk in kwaliteit zijn gestegen. Er zijn verschillende varianten: bij sommige steviger kunststof kwasten kunnen de ietsje stuggere haren gedroogde partijen iets wegpoetsen.
Vaak gebruikt men verschillende penselen; grote penselen die veel water op kunnen nemen voor grote vlakken en wat kleinere penselen voor het detailwerk. Een goed marterharen penseel heeft ook als het wat dikker is nog een zeer scherpe en veerkrachtige punt. De kwaliteit is als volgt te beproeven: men maakt het puntje even nat met de tong; dit dient dan donker te kleuren en een fijne puntvorm te behouden. De duurste marterharen penselen zijn doorgaans de roodmarterharen penselen. Marterhaar is echter een natuurproduct en de haren kunnen na verloop van tijd krom trekken, daarom moet men deze penselen na gebruik altijd zeer zorgvuldig in de correcte vorm terugbrengen voor het opdrogen. Kunststof haren daarentegen hebben daar geen last van, de betere kunststof haren zijn echter slechts een fractie goedkoper dan de goedkoopste marterharen en zijn desalniettemin gevoeliger voor beschadiging.
Enkele betere merken penselen zijn 'Van der Linden', 'Raphael', 'Sablon'.
Een goed penseel met een goede punt kan zeer dunne lijnen trekken, dunner dan enig fineliner-vulpotlood.

## Verdere benodigdheden
De aquarellist heeft verder weinig nodig, misschien een potlood of houtskool om zacht een schetsontwerp te maken, en één of twee bakjes water. Twee bakjes water is handig, dan kan één bakje schoon gehouden worden. Het gebruik van gedestilleerd water voorkomt ieder risico van schifting van het pigment, een gevaar dat overigens niet al te groot is. Ten slotte een palet, dat echter niet groot behoeft te zijn. Een palet met diepe gaten voor de waterige verf is handig. Er zijn geschikte verfdoosjes in de handel waarin het deksel tevens als palet bruikbaar is. Sommige schilders gebruiken een afdekmiddel om de delen in het schilderij die wit moeten blijven af te dekken. Dit middel droogt rubberachtig op en kan van het papier worden afgewreven als het aquarel klaar is.

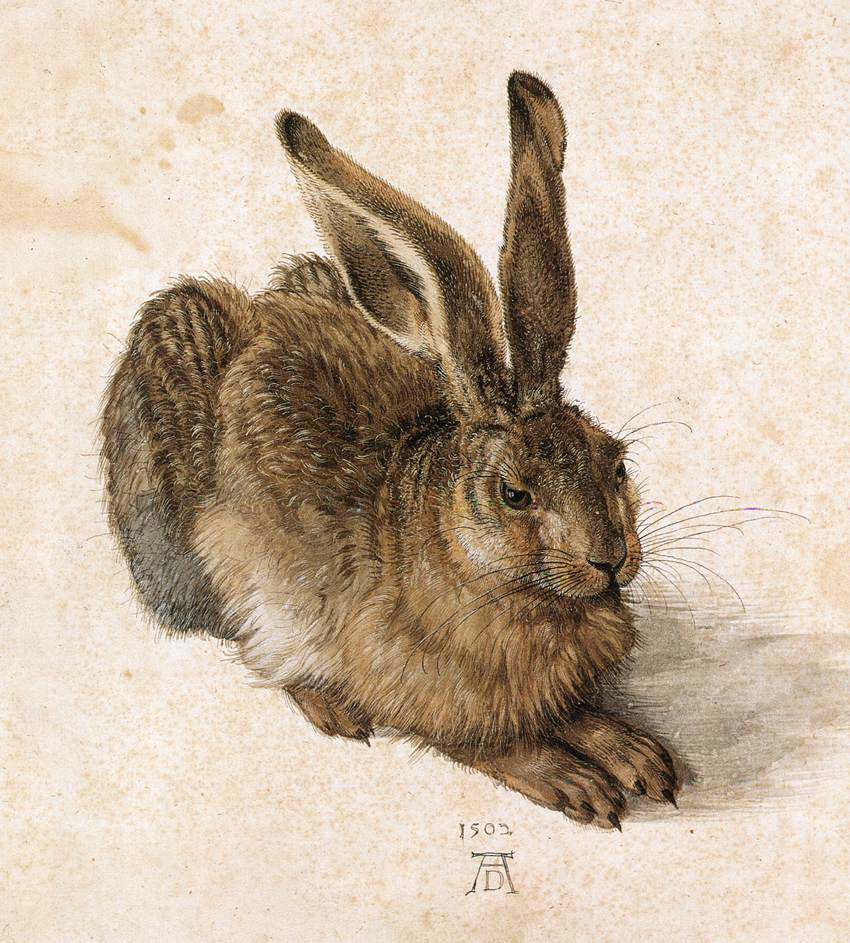
Een traditioneel geschilderde haas door Albrecht Dürer, nat op droog. De witte haren van het dier zijn gehoogd met dekwit

## Schildertechniek

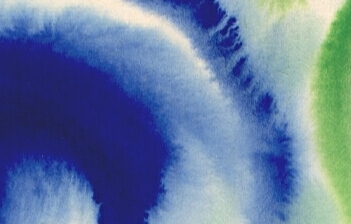
Effecten van het nat in nat

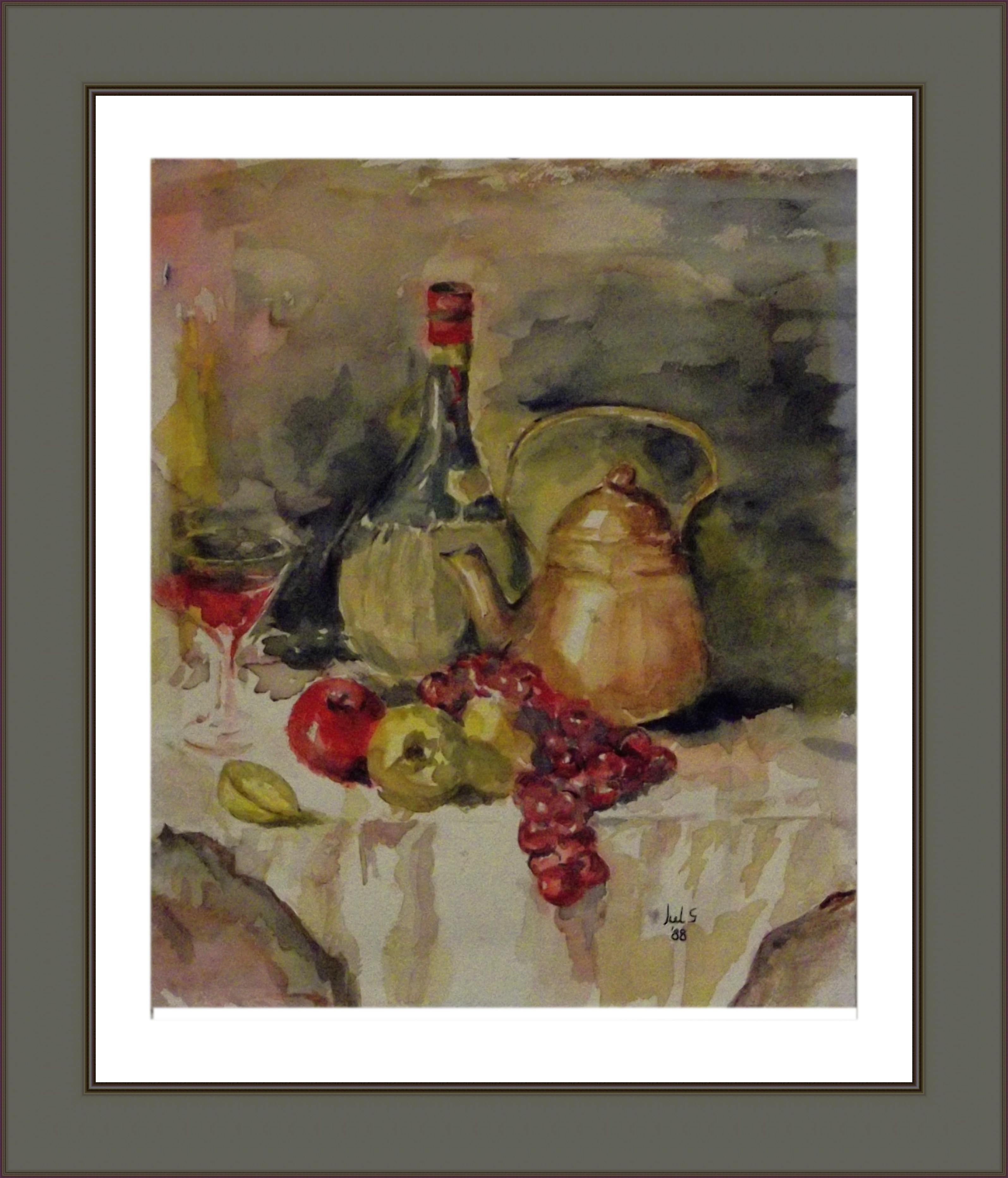
Aquarel door J.Grandgagnage uitgevoerd in de nat-in-nat techniek

De twee basistechnieken van aquarel zijn:
- nat-in-nat: het papier wordt nat gemaakt en hierop wordt geschilderd.
- nat-op-droog: er wordt geschilderd op droog papier.

Aquarelleren lijkt een makkelijke schildertechniek, toch is het de moeilijkste schildersvorm want het vereist veel concentratie en een trefzekere hand, vooral omdat fouten eigenlijk niet hersteld kunnen worden, dit in tegenstelling tot olieverf waar men eenvoudig opnieuw een lichte kleur over een donkere kan zetten. Het is in de aquareltechniek dus moeilijker de tonaliteit te beheersen. In de olieverftechniek werkt men meestal van donker naar licht en worden de hoogsels, de lichtaccenten, als laatste opgezet. Bij het aquarel werkt men vaak omgekeerd nat-op-droog van licht naar donker, waarbij steeds meer pigment toegevoegd wordt. Men begint bij de uit te sparen witte partijen en gaat dan steeds verder in de richting van de schaduwpartijen. Dit maakt het uiterst lastig vooraf te bepalen of de kleurtonen wel correct op elkaar zijn afgestemd. Daarbij leidt het tot een weinig spontane en wat vlekkerige tekenachtige stijl. Alleen de meest virtuoze aquarellisten zijn in staat om zonder fouten te maken omgekeerd van donker naar licht te werken en beheersen de vervloeiing zo perfect dat ze meteen nat-in-nat de gewenste toon kunnen treffen.
Er bestaan verschillende methoden deze moeilijkheid te omzeilen. In de 19e eeuw gebruikte men meestal dekkend gouache om de hoogsels aan te brengen. Nog steeds hebben veel verfkisten een tube zinkwit ("Chineeswit") om de aquarelverf dekkend te maken. In feite past men dan een gemengde techniek toe. Tegenwoordig maakt men wel gebruik van afdekmiddelen om de lichte partijen te beschermen, vroeger van een sjabloon. Men kan ook met een harde kwast of een sponsje te donkere partijen wat "ophogen".
Veel aquarelleerders gebruiken het toeval in hun werk. Zij laten de waterverf vloeien waar die heen wil en bereiken daarmee soms prachtige effecten. Een ander effect is het laten drogen van natte plekken. Hierbij verschijnen soms scherpe randjes langs de omtrek. Dit komt doordat het water aan de omtrek het eerst verdampt, waardoor nieuw, pigmenthoudend water zich aan de rand verzamelt. Als dit op zijn beurt weer verdampt, blijft een steeds pigmentrijkere oplossing aan de rand over. Bij erg glad papier wordt dit effect meestal als storend ervaren; bij ruwer papier kan het bijdragen aan een interessantere textuur. Het effect is vooral fraai bij het schilderen van bloembladeren. Een probleem voor beginnende aquarellisten zijn de watervlekken, waarbij de kleur juist geheel uit het midden van een nat verfgedeelte verdwijnt. Deze watervlekken zijn slechts moeilijk in een aquarel te herstellen.
Onderwerpen die zich bijzonder lenen voor aquarelleren zijn wateroppervlakken en landschappen met opvallende lucht, maar ook wordt aquarel veel gebruikt voor stillevens en portretten. Vóór de uitvinding van de fotografie werden aquarellen veel gebruikt voor wetenschappelijke illustraties van planten en dieren.

## Gemengde technieken
In gemengde technieken kan aquarel goed gecombineerd worden met tekeningen in Oost-Indische inkt, met pastelkrijt (dat ook oplost in water), met gouache of met potlood of houtskool. Waterverf en olieverf zijn echter niet goed te combineren: ze stoten elkaar af. Over een oliehoudende laag kan dan ook niet meer met aquarelverf heen gewerkt worden. Wie pasteuze verf wil combineren met aquarelverf kan acrylverf gebruiken, dat in grote verdunning ook een aquareleffect geeft maar watervast opdroogt.
Een schilder als Paul Klee combineerde vaak aquarel met andere verfsoorten.

## Afwerking
Omdat een aquarel erg kwetsbaar is voor beschadiging door vocht, worden aquarellen altijd achter glas ingelijst. Meestal wordt daarbij een passepartout gebruikt om de vaak ruwe randen van de aquarel te verbergen en te voorkomen dat het papier het glas raakt, wat tot ernstige condensschade en beschimmeling kan leiden. Voor het inlijsten van een aquarel wordt vaak gewoon glas gebruikt en niet ontspiegeld.

## Geschiedenis
Wateroplosbare dekverf werd al in de klassieke oudheid veel toegepast voor illustraties. Die tonen echter niet het typische aquareleffect omdat het wat vettige perkament daar niet geschikt voor is. Ook werd meestal een lijmverf gebruikt in plaats van een verf op gombasis. Gomverf is daarentegen wel aangetroffen bij muurschilderingen, waardoor de oude grotschilderingen als eerste vorm van aquarel gezien kunnen worden.
De aquareltechniek is al snel ontdekt na de uitvinding van het papier in China rond 100 na Christus, nadat gomverf al gebruikt werd voor het beschilderen van zijden panelen. In China wordt tot op heden de techniek van het schilderen met bamboepenselen op rijstpapier veel toegepast. In de 12e eeuw werd papier door de Moren naar Spanje gebracht. Enkele tientallen jaren later kwam papier in Italië.
Ook het papier werd in Europa echter allereerst weer voor dekverf gebruikt. Die kon ook dienen als matte voorstudie bij de frescotechniek. Bij fresco werden echter soms correcties aangebracht in transparante lijmverf en dat leidde ertoe ook transparante lagen in de voorstudies te gebruiken, die een wat plastischer uitdrukking mogelijk maakten. Een bekend voorbeeld daarvan levert de beroemde Italiaanse renaissanceschilder Rafaël (1483-1520), die zogenaamde kartons schilderde, die gebruikt werden voor het ontwerp van wandkleden of gobelins, een in die tijd zeer gewaardeerde kunstvorm.
Toen de olieverftechniek opkwam, werd het gebruikelijk om daarvan de glans en transparantie te imiteren door gomverf in plaats van dekkende lijmverf te gebruiken. Albrecht Dürer (1471-1528) schilderde met waterverf in een combinatie van dekkende en transparante effecten. Het eerste onderwijs in zo'n techniek werd gegeven door Hans Bol (1534-1593). In de 17e eeuw is Antoon van Dyck (1599-1641) een bekend waterverfschilder. In deze tijd werd transparante verf ook veel gebruikt bij het inkleuren van gedrukte prenten, waarvan de lijnen niet door een afdekkende verf verborgen mochten worden. Dit leidde ook tot de techniek van de "gewassen tekening": een afbeelding in watervaste Oost-Indische inkt werd opgekleurd door transparante verf. Gomverf werd ook veel gebruikt bij het beschilderen van ivoren miniaturen.

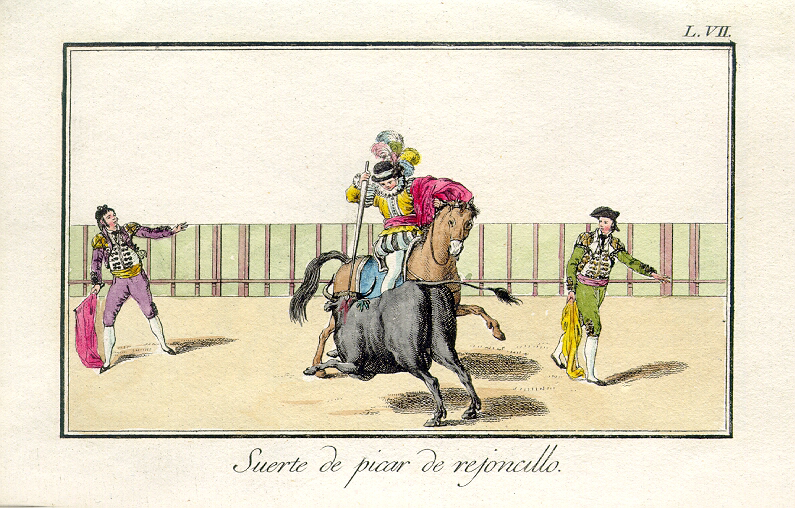
Een ingekleurde prent uit de 18e eeuw

De echte "klassieke" aquareltechniek werd echter pas mogelijk gemaakt door de ontwikkeling van het gespecialiseerde aquarelpapier in de 18e eeuw. Het nieuwe medium werd vooral een rage in Engeland. Bekende kunstenaars zijn Thomas Gainsborough (1727-1788) en John Constable (1776-1837), hoewel allen ook olieverfschilderijen maakten. Ook William Turner maakte verschillende prachtige, maar iets minder bekende aquarellen, en is vooral bekend om zijn olieverfschilderijen.

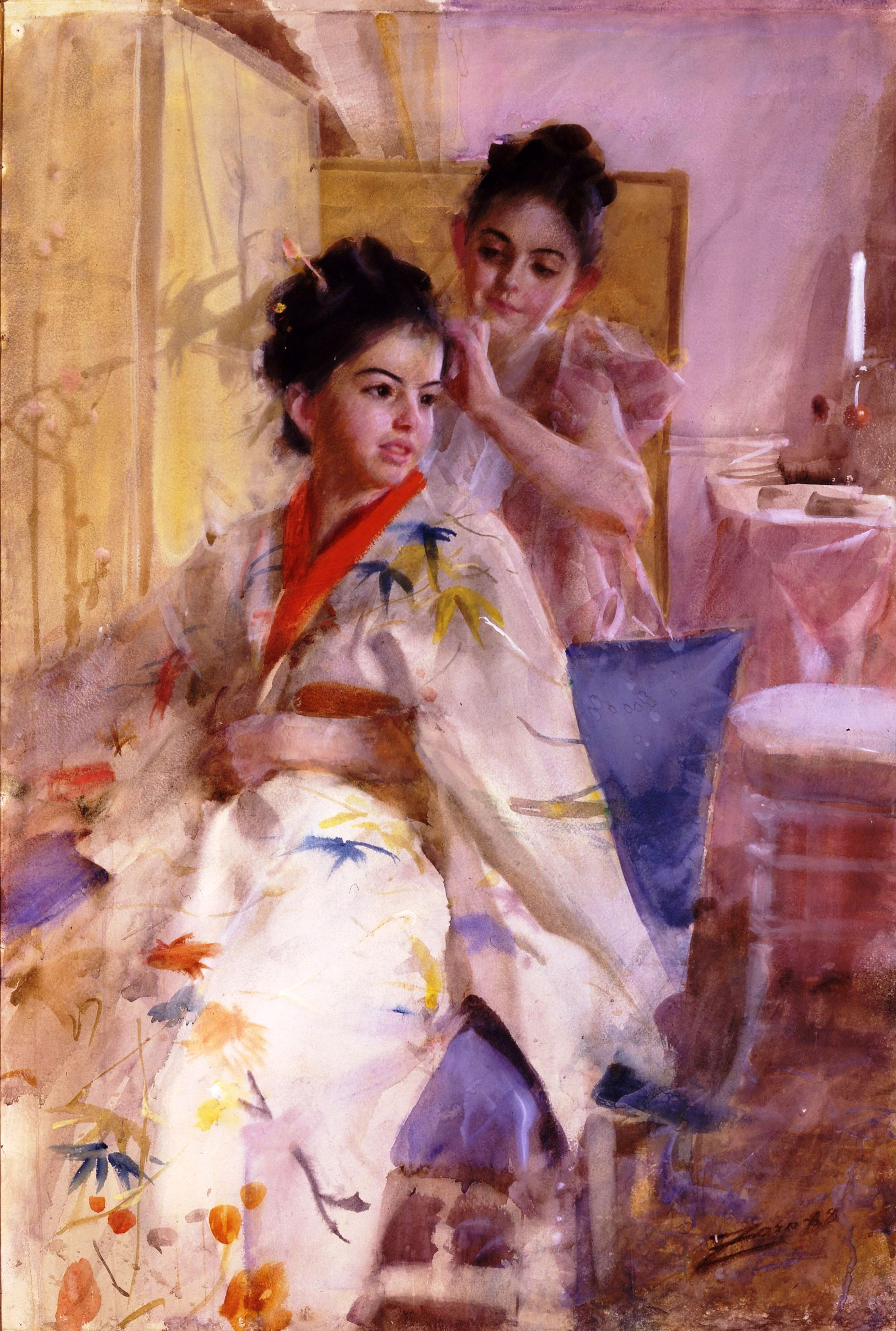
Fröknarna Salomon door Anders Zorn, 1888, in de typische virtuoze stijl

In de vroege 19e eeuw werd de klassieke aquareltechniek erg populair in het kunstonderwijs doordat de industriële fabricage van aquarelverf in metalen napjes het mogelijk maakte tamelijk goedkope en onmiddellijk te gebruiken verfdozen aan te schaffen. Professionele aquarelschilders bereikten in deze tijd een grote virtuositeit. Op de kunstacademies werd de techniek sterk geformaliseerd met rigide voorschriften, zoals een strikt verbod op dekverf.
In de 20e eeuw ging de academische traditie weer grotendeels verloren. De toch wat ingehouden techniek leende zich niet heel goed voor de typische avant-garde kunst van dat tijdperk; er bleven echter uitzonderingen. Een modernere kunstenaar die bijvoorbeeld veel aquarellen heeft gemaakt is Paul Klee. Kandinsky schilderde de eerste abstracte aquarellen. Zeer populair werd de techniek daarentegen bij de, meestal realistisch werkende, amateurschilder, wegens het geringe aantal benodigdheden.